# Тункель, Давид Владимирович
Давид Вульфович (Владимирович) Тункель (29 марта 1905 — 18 июня 1966) — советский театральный режиссёр. Заслуженный деятель искусств РСФСР (1954).

## Биография
Родился в 1905 году.
В 1927 году окончил театральную школу при Театре Революции и был принят в труппу этого театра, где прослужил 10 лет.
В 1936—1966 годах — режиссёр Центрального театра Красной (Советской) Армии, фактически возглавлял этот театр после ухода в 1958 году А. Д. Попова, будучи и. о. главного режиссёра.
Ставил также спектакли и в других московских театрах — Театре Сатиры и в Театре эстрады и миниатюр. Преподавал в ГИТИСе.
Автор книги «Работа режиссёра с исполнителями» (1952).
Умер в 1966 году, похоронен в Москве на Новодевичьем кладбище (новая территория, колумбарий, 128 секция).

## Постановки
Для режиссёрского творчества Тункеля характерна тщательная работа с актёром, психологическая разработка образов. Спектаклям Тункеля присущи юмор, комедийность.— Театральная энциклопедия
Поставил более 30 спектаклей: «На всякого мудреца довольно простоты», «За тех, кто в море», «Варвары», «Физики», «Барабанщица», «Светлый май» и других.
Первым осуществил постановку пьесы Исидора Штока «Якорная площадь», решив его как камерную психологическую драму.

## В воспоминаниях
Хороший человек, режиссёр и педагог, я много с ним работала.— актриса Людмила Касаткина

Талантливый режиссёр и добрый, застенчивый человек— драматург Афанасий Дмитриевич Салынский

То был на редкость уравновешенный и очень естественный человек. В театре, где люди порой намеренно, порой подсознательно охорашиваются, он, безусловно, производил весьма необычное впечатление. Никогда не прикладывал он усилий казаться тем, кем не был в действительности. Позднее, когда мы подружились, я еще больше его оценил: надежность, прочность и основательность — плечо его всегда было рядом.— драматург Леонид Генрихович Зорин

Давид Владимирович в жизни был лишен какой бы то ни было внешней броскости. Был он тихим, сосредоточенным, сдержанным человеком, скорее, не тамадой, а советником «по особо важным делам» в нашей буйной, склонной ко всякого рода необычным затеям компании. Тункель вносил в эти затеи реализма, организующего начала. Эти же ценные качества вносил он и в жизнь такого сложного и большого организма, как труппа Театра Советской Армии, где в течение многих лет был ближайшим помощником Алексея Дмитриевича Попова.— советский театральный деятель Александр Моисеевич Эскин